# Любен Костов (футболист)
Вижте пояснителната страница за други личности с името Любен Костов.
Любен Костов е български футболист, нападател.

## Биография
Роден е на 8 март 1935 г. във Варна. Играл е за ВМС (1955 – 1959) и за Спартак (Варна) (1959 – 1962).
Костов е продукт на школата на ВМС. Дебютира в А РФГ на 6 май 1955 г. срещу ЦДНА във Варна, в първия мач от сезона. През 1959 г. ВМС изпада от А група. Костов е набеден за един от виновниците и е освободен от отбора, след което преминава в градския съперник Спартак. Финалист за купата на страната през 1961 г. със „Спартак“. Голмайстор на А група през 1960 г. с 12 гола, заедно с Димитър Йорданов – Кукуша. За КНК има 2 мача и 2 гола за Спартак (Вн). Има 4 мача и 1 гол за националния отбор. Любен Костов слага край на кариерата си на 27-годишна възраст, след края на сезон 1961/62. В А група има 65 мача и 20 гола за ВМС и 56 мача и 19 гола за Спартак (Варна).

## Успехи

### Индивидуални
- Голмайстор на А група (1): 1960 (12 гола)